# Napi
Napi (Naapi, Na'pi, Nape, Napa, Napiw, Napiwa, Napioa, Na-pe, Na'pe; Old Man, Old-Man), Napi (poznatiji kao Starac) je kulturni heroj plemena Blackfoot. Napi se često prikazuje kao prevarant, izazivač problema i glupo biće, ali on je također i dobronamjerni polubog koji je odgovoran za oblikovanje svijeta u kojem žive Crnonogi i često bi pomagao ljudima ili ih podučavao važnim znanjima. Napiju u ovim zadacima pomaže njegova žena, Starica (Kipitaki ili Kipitaakii u Blackfootskom). U nekim legendama Crnonogih Indijanaca i Starac i Starica povezuju se s kojotima (neki ih pripovjedači Crnonogih čak nazivaju "Stari Kojot" i "Stara Dama Kojot", kao što to čine Indijanci Vrana.) U drugim legendama Crnonogih Napi i Kipitaki nemaju posebnu vezu s kojotima te se umjesto toga opisuju kao prvi muškarac i žena koje je stvorio Stvoritelj, a koji je zauzvrat stvorio ostatak čovječanstva.
Napi dijeli neke sličnosti s drugim algonquianskim junacima kao što su Wisakejak (Cree) , Glooscap (Wabanaki)  i Nanabozho (Anishinabe), a mnoge od istih priča ispričane su u različitim algonquianskim plemenima, a samo se identitet protagonista razlikuje.

## Priča o Starcu i  Starici[2]
Prije mnogo godina postojale su samo dvije osobe na svijetu; Starac i Starica. Jednom dok su putovali zemljom, Starica je rekla Starcu, "Hajde da se dogovorimo na neki način. Hajde da odlučimo kako će ljudi živjeti kada dođu na ovu zemlju."
"Pa", rekao je Starac, "ja bih trebao imati prvu riječ u svemu."
"Slažem se s tobom", rekla je Starica Kipitaakii. "To je, naravno, ako ja mogu imati drugu riječ u svemu."
Tada je Starac počeo kovati svoje planove. "Žene će imati posao štavljenja kože. Trljat će mozgove životinja po kožama kako bi bile mekane i strugati ih alatima za struganje. I sve bi to trebale učiniti vrlo brzo, jer neće biti težak posao."
"Ne," rekla je Starica, "neću pristati na ovo. Moraju štaviti kožu kao što kažeš, ali to mora biti težak posao, tako da se dobri radnici mogu otkriti i poštovati."
"Pa," rekao je Starac, "dopustit ćemo ljudima da imaju oči i usta, postavljene ravno gore i dolje na njihovim licima u lijepoj, urednoj liniji."
"Ne", odgovori Starica. "Nemojmo tako. Stavimo oči i usta u lice kao što si rekao, ali stavimo ih ukriž."
"Pa", rekao je Starac, "ljudi će imati deset prstiju na svakoj ruci."
"Ne ne ne!" Starica je plakala. "To je previše. Samo bi smetali. Trebali bi imati četiri prsta i jedan palac na svakoj ruci."
I tako su njih dvoje nastavili ovako dok nisu odlučili o svemu kako će ljudi živjeti kad dođu na zemlju.
"Što bismo trebali učiniti u vezi života i smrti?" upita Starica. "Trebaju li ljudi živjeti vječno ili će jednom umrijeti?"
Starica i Starac su se teško složili oko ovoga. Ali na kraju je Starac rekao: "Reći ću ti nešto. Bacit ću suhi izmet bizona u vodu. Ako bude plutao, ljudi će umirati četiri dana i onda će se vratiti u život; ako potone, oni će umrijet i ostati mrtvi."
Pa je bacio suhi izmet bizona u vodu i on je plutao.
"Ne," rekla je Starica, "NEĆEMO tako odlučiti, jer suhi izmet od bizona uvijek pluta. Bacit ću ovaj kamen u vodu. Ako bude plutao, ljudi će umirati četiri dana i vratiti se, a ako potone, oni će zauvijek umrijeti."
Pa je bacila kamen u vodu i on je brzo potonuo.
"Eto", rekla je. "Bolje je da ljudi umru zauvijek. Da nisu, ne bi žalili jedni druge i ne bi bilo sućuti u svijetu."
- Dobro - odgovori Starac - neka onda bude tako.
Nakon nekog vremena, Starica je dobila kćer, koja se ubrzo razboljela i umrla. Starici je tada bilo jako žao što su se dogovorili da ljudi umiru zauvijek. "Razgovarajmo o tome ponovno!" preklinjala je.
"Ne." odgovori Starac. – Ne mijenjamo ono što smo se dogovorili.
I tako, do danas, kad ljudi umru, ostaju mrtvi.